# Scopula recusataria
Scopula recusataria là một loài bướm đêm trong họ Geometridae.